# Asphaltkinder in Bukarest
Asphaltkinder in Bukarest (Originaltitel Children Underground, englisch Kinder im Untergrund) ist ein US-amerikanischer Dokumentarfilm über Straßenkinder in Rumänien von Edet Belzberg aus dem Jahr 2001. Der Film war bei der Oscarverleihung 2002 für den Oscar in der Kategorie bester Dokumentarfilm nominiert.

## Handlung
Der Film begleitet fünf Heranwachsende über den Zeitraum von einem Jahr. Die Straßenkinder leben in Bukarest und bilden eine lose Clique. Jede Person wird porträtiert und individuelle Beeinträchtigungen oder Erfahrungen werden, genauso wie Wünsche und Hoffnungen, dargestellt.
Die Gruppe der Kinder besteht aus Cristina, 16, die seit ihrem 11. Lebensjahr auf der Straße lebt und ihr Äußeres einer stereotypen Männlichkeit anpasst, um sich vor Vergewaltigung zu schützen. Sie versucht eine Mutterrolle für die jüngeren der Gruppe einzunehmen. Violeta, 14, ist stark drogenabhängig und ist mit Cristina im gleichen Waisenhaus aufgewachsen.
Mihai ist 12 Jahre alt und versucht ohne Drogen zu leben, er träumt von Schule und Beruf.
Ana, 10, und Marian, 8, sind Geschwister, deren Eltern besucht und dargestellt werden. Die Kinder sind vor Gewalt im Elternhaus geflohen.

## Hintergrund
Asphaltkinder in Bukarest wurde bereits gegen Ende der 1990er Jahre gedreht. Die Situation der Gesellschaft wird als Folge der „despotischen Umstände der Sozialistischen Republik Rumänien“ in einen geschichtlichen Hintergrund eingeordnet: Abtreibungen und Empfängnisverhütung waren verboten, um die „Arbeitskraft des Volkes“ zu steigern – die Protagonisten der Dokumentation stehen für die Generation der ungewollten Kinder, die daraus resultierte, und sind exemplarisch für die zu dieser Zeit rund 30.000 Straßenkinder in Bukarest
Im Abspann des Filmes wird die Haltung der Filmemacher zu der Möglichkeit zur Intervention gegen das Leid der Darsteller thematisiert:

„The decision not to intervene was one of the biggest personal challenges I faced in making this film, I realized early on that if we were to intervene, it would make a difference for the children only in the very short term, and meanwhile, because the crises were so relentless, the film would not get made.“

„Die Entscheidung nicht einzugreifen war eine der größten persönlichen Herausforderungen, derer ich mich während der Produktion des Films gegenüber sah. Ich stellte früh fest, dass eine Intervention nur einen sehr kurzen Effekt für die Kinder hätte – und unterdessen, weil die Krisen so unerbittlich waren, der Film nicht fertiggestellt werden würde.“

## Auszeichnungen
Gewonnen
- 2001: „Documentary Achievment Award“ der Gotham Awards
- 2001: „IDA Award“ der International Documentary Association
- 2001: „Spezial Jury Prize“ des Sundance Film Festivals
- 2002: „Vaclav Havel Special Award - Special Mention“ des Prague One World Film Festivals

Nominiert
- 2001: „Grand Jury Prize“ des Sundance Film Festivals
- Oscarverleihung 2002: Bester Dokumentarfilm
- 2002: „Truer Than Fiction Award“ (englisch: Wahrer-als-Fiktion-Preis) der Independent Spirit Awards